# Quận Crawford, Ohio
Quận Crawford là một quận thuộc tiểu bang Ohio, Hoa Kỳ. Quận lỵ đóng ở Bucyrus6. Dân số theo điều tra năm 2020 của Cục điều tra dân số Hoa Kỳ là 42025 người. Quận được đặt theo tên của Đại tá William Crawford, một người lính trong cuộc Cách mạng Hoa Kỳ.

## Địa lý
Theo Cục điều tra dân số Hoa Kỳ, quận này có diện tích 1040 km2, trong đó có 2,3 km2 là diện tích mặt nước. Đây là quận nhỏ thứ tư ở Ohio theo tổng diện tích. Quận được thoát nước bởi các sông Sandusky và Olentangy.

### Các quận giáp ranh
- Quận Seneca (hướng Bắc)
- Quận Huron (hướng Đông Bắc)
- Quận Richland (hướng Đông)
- Quận Morrow (hướng Đông Nam)
- Quận Marion (hướng Tây Nam)
- Quận Wyandot (hướng Tây)

## Thông tin nhân khẩu

### Điều tra dân số năm 2000
Theo điều tra dân số năm 2000, có 46.966 người, 18.957 hộ gia đình và 13.175 gia đình sống trong quận. Mật độ dân số là 117 người trên một dặm vuông (45 / km 2 ). Có 20.178 đơn vị nhà ở với mật độ trung bình là 50 trên một dặm vuông (19 / km 2 ). Thành phần chủng tộc của quận là 97,99% da trắng , 0,59% da đen hoặc người Mỹ gốc Phi , 0,20% người Mỹ bản địa , 0,31% châu Á , 0,02% cư dân Đảo Thái Bình Dương , 0,24% từ các chủng tộc khác và 0,65% từ hai hoặc nhiều chủng tộc. 0,77% dân số là người gốc Tây Ban Nha hoặc La tinh của bất kỳ chủng tộc nào. Theo Điều tra dân số 2000 , 40,4% là người Đức , 21,4% người Mỹ , 8,1% người Anh và 7,8% người Ireland .
Có 18.957 hộ gia đình, trong đó 31,20% có trẻ em dưới 18 tuổi sống chung, 55,10% là các cặp vợ chồng sống chung và 30,50% là những người không có gia đình. 26,30% tổng số hộ gia đình đã được tạo thành từ các cá nhân, và 11,50% có người sống một mình 65 tuổi trở lên có người sống một mình. Quy mô hộ trung bình là 2,45 và quy mô gia đình trung bình là 2,94.
Trong quận, dân số ở các độ tuổi được trải đều, với 24,90% dưới 18 tuổi, 8,00% từ 18 đến 24, 27,60% từ 25 đến 44, 24,30% từ 45 đến 64 và 15,20% là 65 tuổi hoặc lớn hơn. Tuổi trung bình là 38 tuổi. Đối với mỗi 100 nữ có 93,40 nam giới. Cứ 100 nữ 18 tuổi trở lên là có 90,80 nam giới.
Thu nhập trung bình cho một hộ gia đình trong quận là $ 36,227, và thu nhập trung bình cho một gia đình là $ 43,169. Nam giới có thu nhập trung bình là $ 33.319 so với $ 21.346 đối với nữ giới. Thu nhập bình quân đầu người của quận là 17.466 đô la. Khoảng 7,80% gia đình và 10,40% dân số dưới mức nghèo khổ , bao gồm 13,70% những người dưới 18 tuổi và 7,50% những người 65 tuổi trở lên.

### Điều tra dân số năm 2010
Theo Điều tra dân số Hoa Kỳ năm 2010 , có 43.784 người, 18.099 hộ gia đình và 12.108 gia đình sống trong quận. Mật độ dân số là 109,0 người trên một dặm vuông (42,1 / km 2 ). Có 20.167 đơn vị nhà ở với mật độ trung bình là 50,2 trên một dặm vuông (19,4 / km 2 ). Thành phần chủng tộc của quận là 97,2% người da trắng, 0,9% người da đen hoặc người Mỹ gốc Phi, 0,4% người châu Á, 0,1% người Mỹ da đỏ, 0,3% từ các chủng tộc khác và 1,1% từ hai chủng tộc trở lên. Những người gốc Tây Ban Nha hoặc La tinh chiếm 1,2% dân số.  Về tổ tiên, 43,3% là người Đức , 14,3% là người Ailen , 13,7% là người Mỹ, và 11,0% là người Anh.
Trong số 18.099 hộ gia đình, 29,9% có trẻ em dưới 18 tuổi sống chung, 50,6% là các cặp vợ chồng sống chung, 11,5% có chủ hộ là nữ không có chồng, 33,1% là những người không có gia đình và 28,4% tổng số hộ được tạo thành từ các cá nhân. Quy mô hộ trung bình là 2,39 và quy mô gia đình trung bình là 2,89. Độ tuổi trung bình là 41,9 tuổi.
Thu nhập trung bình cho một hộ gia đình trong quận là $ 41,228 và thu nhập trung bình cho một gia đình là $ 49,647. Nam giới có thu nhập trung bình là 40,304 đô la so với 28,118 đô la cho nữ. Thu nhập bình quân đầu người của quận là $ 20,590. Khoảng 10,8% gia đình và 13,0% dân số ở dưới mức nghèo khổ , bao gồm 21,3% những người dưới 18 tuổi và 6,2% những người từ 65 tuổi trở lên.

## Chính trị
Trước năm 1924, quận Crawford là một quận ủng hộ Đảng Dân chủ tại các cuộc Bầu cử Tổng thống Hoa Kỳ. Kể từ năm 1924, quận chuyển sang ủng hộ Đảng Cộng hòa. Kể từ đó, chỉ 3 lần các ứng cử viên Đảng Dân chủ giành chiến thắng tại Crawford.